# Партия за демократию и развитие через единство
Партия за демократию и развитие через единство (нидерл. Democratie en Ontwikkeling in Eenheid) — политическая партия в Суринаме. Лидер партии  Карл Бривелд. 

## История
Национальная партия Суринама была основана 2 декабря 1999 года. Основателями партии были Моника Моника Ессед-Фернандес и профессор др. Мартин Шалквиджк. С 2010 года главой партии стал Карл Бривелд. На выборах, которые состоялись 25 мая 2010 года партия набрала 12.095 голосов (5,1 %), что позволило ей получить одно место в Национальной ассамблее Суринама. Основной задачей партия ставит для себя борьбу с коррупцией. Партия находится в оппозиции к действующему президенту Суринама Дези Баутерсе и выступает против амнистии участникам Декабрьских убийств.